# Pokročilá trvalá hrozba
Pokročilá trvalá hrozba (anglicky Advanced Persistent Threat, APT) je pojem z oboru počítačové bezpečnosti. Popisuje nenápadného útočníka, obvykle národní stát, nebo státem sponzorovanou skupinu. Tato s vynaložením značných lidských a finančních zdrojů získává neoprávněný přístup k počítačové síti. Zůstává při tom po delší dobu nezjištěna.   V poslední době se tento termín může také vztahovat i na nestátní skupiny provádějící rozsáhlé cílený přístup za konkrétními cíli.

## Skupiny APT

### Čína
Podle výzkumníka v oblasti bezpečnosti Tima Steffense „APT jsou v Číně organizovány na celostátní úrovni, která využívá dovednosti univerzit, jednotlivců, soukromého i veřejného sektoru.“ 

#### Hlavní skupiny
- PLA jednotka 61398 (také známá jako APT1)
- PLA jednotka 61486 (také známá jako APT2)
- Buckeye (také známý jako APT3) [5]
- Red Apollo (také známý jako APT10)
- Numbered panda (také známá jako APT12)
- Codoso Team (také známý jako APT19)
- Wocao (také známé jako APT20) [6] [7]
- PLA jednotka 78020 (také známá jako APT30 a Naikon )
- Zirconium [8] (také známý jako APT31) [9]
- Periscope Group (také známý jako APT40)
- Double Dragon (hackerská organizace) [10] (také známý jako APT41, Winnti Group, Barium nebo Axiom) [11] [12] [13]
- Tropic Trooper [14] [15]

### Írán
- Elfin Team (také známý jako APT33)
- Helix Kitten (také známý jako APT34)
- Charming Kitten (také známý jako APT35)
- APT39
- Pioneer Kitten [16]

### Izrael
- Jednotka 8200

### Severní Korea
- Ricochet Chollima (také známý jako APT37)
- Lazarus Group (také známý jako APT38)

### Rusko
- Fancy Bear (také známý jako APT28)
- Cozy Bear (také známý jako APT29)
- Voodoo Bear
- Venomous Bear

### Spojené státy
- Equation Group [17]

### Uzbekistán
- SandCat (přidružený k Národní bezpečnostní službě (Uzbekistán) ) [18]

### Vietnam
- OceanLotus (také známý jako APT32 ) [19] [20]